# Fernando Tamagnini de Abreu e Silva
 (décembre 2009).
Si vous disposez d'ouvrages ou d'articles de référence ou si vous connaissez des sites web de qualité traitant du thème abordé ici, merci de compléter l'article en donnant les références utiles à sa vérifiabilité et en les liant à la section « Notes et références ».
Fernando Tamagnini de Abreu e Silva, né le 13 mai 1856 à Tomar et mort le 24 novembre 1924 à Lisbonne, est un général de cavalerie portugais. Il a été choisi pour commander la Division d'Instruction mobilisée à Tancos pour constituer le Corps expéditionnaire portugais. Il a par la suite commandé ce Corps expéditionnaire.